# Росуље (Горњи Вакуф-Ускопље)
Росуље је насељено место у Босни и Херцеговини у општини Горњи Вакуф-Ускопље. Административно припада Федерацији Босне и Херцеговине, односно њеном Средњобосанском кантону. Према попису становништва из 2013. у насељу је било 45 становника, а већинско становништво у насељу били су Хрвати.

## Становништво
По последњем службеном попису становништва из 2013. године у насељу Росуље живело је 45 становника, а село је било етнички хомогено са већинском хрватском популацијом.
| Националност | 2013. | 1991.       | 1981.        | 1971.       |
| Бошњаци      | —     | 0           | 0            | 1 (1,33%)   |
| Хрвати       | —     | 88 (98,88%) | 105 (100,0%) | 73 (97,33%) |
| Срби         | —     | 0           | 0            | 1 (1,33%)   |
| остали       | —     | 1 (1,12%)   | 0            | 0           |
| Укупно       | 45    | 89          | 105          | 75          |